# Penzjinabaai
De Penzjinabaai (Russisch: Пенжинская губа; Penzjinskaja goeba) omvat het noordoostelijke deel van de Sjelichovbaai van de Zee van Ochotsk tussen de schiereilanden Tajgonos en Kamtsjatka. De baai heeft een lengte van ongeveer 300 kilometer bij een gemiddelde breedte van 65 kilometer. De baai heeft een maximale diepte van 62 meter en kent met 12,9 meter de grootste getijdewisseling van de Grote Oceaan. De baai is gewoonlijk bevroren van eind oktober tot april.
De baai is vernoemd naar de rivier de Penzjina, die uitstroomt in de baai. Een andere belangrijke rivier die uitstroomt in de baai is de Talovka.